# Петрик Петро
Петро Петрик (12 липня 1886, с. Мервичі, нині Куликівська селищна громада, Львівська область — 3 грудня 1984, м. Сілвер-Спринг, США) — сотник УГА, командир 5-ї Сокальської бригади УГА.

## Життєпис
Народився 12 липня 1886 в селі Мервичі (нині Куликівська селищна громада, Львівська область). За родинними переказами походив з роду гетьмана Ханської України Петра Іваненка (Петрика). Закінчив народну школу в рідному селі та продовжив навчання у Львівській академічній гімназії. За участь у маніфестації проти утисків українців в Російській імперії піддавався суду, але був виправданий. Згодом студіював право у Львівському університеті.
З початком Першої світової війни в армії, у ранзі кадета.
25 грудня 1918 року призначений військовим комендантом на округ Сокаль — Белз. Один з організаторів і командирів 5-ї Сокальської бригади УГА.
27 грудня 1919 виїхав із Вінниці у складі делегації від обох українських армій для переговорів із більшовиками.
Протягом 1920 року начальник оперативного штабу 1-ї кулеметної дивізії Армії УНР.
У 1921 році вступає до УВО, очолює окружну команду «Львів-округа». Був кілька разів заарештований і обвинувачений, провів 6 місяців у львівській тюрмі Бригідки.
Працював керівником організаційно-освітнього відділу при Головному виділі «Просвіти» у Львові та головній філії «Просвіти» м. Львова. Був також співпрацівником журналу «Письмо з Просвіти» і «Життя і Знання». Виконував обов'язки хорунжого «Просвіти», тобто опікувався прапором цієї організації.
Крім того, був членом різних організацій та установ: членом старшин «Сокола Батька» і «Сокола» у Городецькій дільниці Львова, членом ради «Кредитового Банку», Дирекції «Народної Торгівлі», Дирекції «Пенсійного Інституту».
Після другої світової війни перебував у таборі для переміщених осіб у Міттенвальді, а згодом емігрував до США. Спочатку проживав у Баффало, а потім у Сілвер-Спринг. Був членом комбатантських організацій, «Об'єднання Українців Вашингтону», «Товариства за Патріярхат». Наказом Армії УНР в екзилі ч. 121 від 10 січня 1983 року підвищений до рангів підполковника.
Помер 3 грудня 1984 року у віці 98 років. Похований на Українському Національному Цвинтарі у Вашингтоні. (У похороні взяли участь два побратими із часів визвольних змагань: підхорунжий Остап Котик-Степанович та духівник Степан Кіржецький).

## Родина
Був одружений Людмилою (Любою) Гузар, мав доньку Ірену, яка у шлюбі з Миколою Ставничим виховувала чотирьох онуків: Ярослава, Петра, Тамару і Тетяну.